# Chen (naam)
Chen 陈 is een van de meestvoorkomende Chinese achternamen. In Chinese dialecten in Zuidoost-Azië en Suriname wordt het soms geromaniseerd in: 
- Chan uit Kantonese dialecten en HK-romanisatie van Hongkong
- Chin uit Hakkanees en Taishanhua
- Tjin uit Hakkanees van Suriname
- Tan uit Minnanhua en Chaozhouhua
- Tang uit Chaozhouhua
- Ding en Ting uit Fuzhouhua.

Chen staat op de tiende plaats van de Baijiaxing volgorde 《百家姓》.
In Guangdong, Fujian, Zhejiang, Hongkong, Macau en Taiwan staat de achternaam in de top tien van achternamen. 
- Koreaans: 진/Jin/Chin/Cin
- Japans: ちん (chin)
- Vietnamees: Trần/Tjan

## Nederland
De Nederlandse Familienamenbank geeft de volgende statistieken weer:
| familienaam | aantal in 1947 | aantal in 2007 |
| ----------- | -------------- | -------------- |
| Chen        | 42             | 2070           |
| Chan        | 9              | 2155           |
| Tan         | 124            | 2296           |
| Tjin        | 4              | 211            |
| Tran        | 0              | 1504           |
|             | totaal: 179    | totaal: 8236   |

Deze statistieken kunnen fouten bevatten omdat er bij de telling geen rekening is gehouden met de Chinese schrijfwijze. Hierdoor is het mogelijk dat het een andere familienaam dan 陈 betreft.

## Bekende personen met de naam Chen of Chan
- Eason Chan
- Sunny Chan Kam-Hung
- Jackie Chan
- Chen Kaige
- Karen Chen
- Nathan Chen
- Chen Shui-bian
- Trần Hưng Đạo
- Trần Đức Lương
- Humberto Tan-A-Kiam
- Ing Yoe Tan
- Chen Xiaoxu
- Sharon Chan Man-Chi
- Chen Xiexia
- Chen Yanqing
- Chen Yibing
- Trần Lệ Xuân